# Communauté de l'éléphant
La Communauté de l'éléphant (en espagnol : Comunidad Elefante ; appelé simplement Elefante) est un parti politique guatémaltèque.

## Histoire
La Communauté de l'éléphant est fondée en 2020 par Hugo Peña Medina, stratège et conseiller politique ayant travaillé pour les campagnes présidentielles de Vinicio Cerezo, Alfonso Portillo, Álvaro Arzú et Álvaro Colom,. Le 1er août 2022, le Tribunal suprême électoral enregistre le parti politique. Avant les élections générales de 2023, le parti se rapproche de l'ancien président Alfonso Portillo pour former une alliance, mais celle-ci n'aboutit pas.
Selon Peña, le parti politique se nomme ainsi puisque l'éléphant est le premier nom d'animal que les enfants guatémaltèques apprennent à lire et à écrire. De plus, l'éléphant est un animal très intelligent et est très lié à la communauté.
En février 2023, le parti politique nomme Hugo Peña Medina et Hugo Johnson López en tant binôme présidentiel. Le parti présenté comme candidats des députés et des maires anciennement liés au Front de convergence nationale, du Bien-être national et de la Vision avec valeurs.
Lors de l'élection présidentielle de 2023, Peña obtient 0,94 % des voix et se place à la 17e place. Aux élections législatives de 2023 parti obtient deux députés : l'un sur la liste nationale et l'autre dans le département de Guatemala ; il n'obtient cependant aucun député au Parlement centraméricain. Le Parti bleu remporte également deux municipalités : Alotenango (Sacatepéquez) et Samayac (Suchitepéquez).

## Résultats électoraux

### Élections présidentielles
| Année | Candidats | Candidats      | Premier tour | Premier tour | Second tour | Second tour | Statut  |
| Année | Président | Vice-président | Voix         | %            | Voix        | %           | Statut  |
| ----- | --------- | -------------- | ------------ | ------------ | ----------- | ----------- | ------- |
| 2023  | Hugo Peña | Hugo Jhonson   | 39 271       | 0,96         |             |             | Non élu |

### Élections législatives
| Année | Liste nationale | Liste nationale | Districts | Districts | Sièges  | +/- |
| Année | Voix            | %               | Voix      | %         | Sièges  | +/- |
| ----- | --------------- | --------------- | --------- | --------- | ------- | --- |
| 2023  | 95 435          | 2,29            | 90 040    | 2,01      | 2 / 160 | Nv  |